# Mecistum townesorum
Mecistum townesorum är en stekelart som beskrevs av Alfred Byrd Graf 1976. Mecistum townesorum ingår i släktet Mecistum och familjen brokparasitsteklar. Inga underarter finns listade i Catalogue of Life.